# لیدی استیکس
لیدی استیکس (به انگلیسی: Lady Styx) یک شخصیت خیالی شرور بزرگ در کتاب‌های کامیک آمریکایی منتشر شده توسط دی‌سی کامیکس است. شخصیت لیدی استیکس برای اولین بار در شمارهٔ ۳۱ مجموعه هفتگی ۵۲ (دسامبر ۲۰۰۶) حضور پیدا کرد.
او به عنوان ایزدبانویی توسط پیروانش پرستش می‌شد، و دیدگاه او از یک جهان کامل متشکل از اتحاد تمام موجودات دارای ادراک و تبدیل آن به یک نژاد است. اما روش او شامل از بین بردن و تبدیل تمام انسان‌ها به ارتشی متشکل از مرده‌های متحرک در اسارتش است. اطلاعات زیادی در مورد ریشهٔ خلقت این مخلوق در دسترس نمی‌باشد، اگرچه نگهبانان گیتی (که حضور لیدی استیکس به وضوح سبب اضطراب آن‌ها بود) معتقدند که سرچشمهٔ او از مکانی خارج از کیهان است.